# Santuario della Madonna del Monte (Marta)
Il santuario della Madonna del Monte si trova su un colle, a poca distanza dall'abitato di Marta, in provincia di Viterbo.

## Storia e descrizione
Anticamente era custodito dai monaci benedettini, i quali, forse nel XII secolo, lasciarono il convento, che cadde in rovina. La comunità di Marta però era devota all'immagine di Maria custodita nella chiesa e, nel 1460, riedificò dalle fondamenta sia la chiesa che il convento. In seguito il figlio di Ranuccio Farnese, Pietro, commissionò l'erezione della facciata e, quasi un secolo dopo il convento tornava ad essere abitato con i padri Minimi di San Francesco di Paola, che presero in custodia il Santuario. Il 14 maggio di ogni anno, il Santuario diventa la meta della Festa dedicata alla Madonna del Monte, a cui il popolo martano rende omaggio con i frutti del proprio lavoro mediante le famose "Passate".
Il santuario ha la facciata in pietra locale, ornata di tre stemmi della famiglia Farnese. Il portale rinascimentale ha gli stipiti scolpiti con tralci di vite, uccelli e pesci e nell'architrave compare l'emblema di San Bernardino da Siena.
Su di esso si legge: “MCCCCLXXXV AVE M PE FHO” (“1485 AVE MARIA PETRUS (Farnese) FECIT HOC OPUS”).
All'interno della chiesa vi sono tre altari in stile barocco. L'altare maggiore è dedicato alla Vergine che tiene in braccio Gesù Bambino. Questa immagine è particolarmente cara alla comunità di Marta ed è legata ad una leggenda secondo la quale una fornaia che si recava nel bosco a fare legna, ebbe la visione della Madonna che le chiedeva di edificare per Lei una chiesa. I preti che accorsero a prendere l'immagine della Vergine furono costretti ad un certo punto a fermarsi, perché il peso di essa venne insostenibile e in quel luogo fu costruita la chiesa.